# Rząd Aloisa Eliáša
 Rząd Aloisa Eliáša – rząd Protektoratu Czech i Moraw pod kierownictwem  Aloisa Eliáša, powołany  27 kwietnia 1939. Urzędował do 19 stycznia 1942.

## Skład rządu[1]
| Stanowisko                                     | Minister               | Ugrupowanie | Okres urzędowania                   |
| ---------------------------------------------- | ---------------------- | ----------- | ----------------------------------- |
| Premier                                        | Alois Eliáš            | NS          | od 27 kwietnia 1939                 |
| Minister finansów                              | Josef Kalfus           | NS          | od 27 kwietnia 1939                 |
| Minister spraw wewnętrznych                    | Alois Eliáš (p.o.)     | NS          | 27 kwietnia 1939 - 1 lipca 1939     |
| Minister spraw wewnętrznych                    | Josef Ježek            | NS          | 1 lipca 1939 - 19 stycznia 1942     |
| Minister sprawiedliwości, Wicepremier          | Jaroslav Krejčí        | NS          | od 27 kwietnia 1939                 |
| Minister przemysłu, handlu                     | Vlastimil Šádek        | NS          | 27 kwietnia 1939 - 3 lutego 1940    |
| Minister przemysłu, handlu                     | Jaroslav Kratochvíl    | NS          | 3 lutego 1940 - 19 stycznia 1942    |
| Minister transportu                            | Jiří Havelka           | NS          | 27 kwietnia 1939 - 25 kwietnia 1941 |
| Minister transportu                            | Jindřich Kamenický     | NS          | 25 kwietnia 1941 - 19 stycznia 1942 |
| Minister rolnictwa                             | Ladislav Feierabend    | NS          | 27 kwietnia 1939 - 26 stycznia 1940 |
| Minister rolnictwa                             | Jaroslav Krejčí (p.o.) | NS          | 26 stycznia 1940 - 3 lutego 1940    |
| Minister rolnictwa                             | Mikuláš z Bubna-Litic  | NS          | 3 lutego 1940 - 19 stycznia 1942    |
| Minister szkolnictwa i edukacji                | Jan Kapras             | NS          | od 27 kwietnia 1939                 |
| Minister robót publicznych                     | Dominik Čipera         | NS          | od 27 kwietnia 1939                 |
| Minister administracji społecznej i zdrowotnej | Vladislav Klumpar      | NS          | od 27 kwietnia 1939                 |